# Кумка
Кумка, джерелянка (Bombina) — рід земноводних родини кумкових (Bombinatoridae). Станом на 2025 рік описано 8 видів. Представники роду поширені в Євразії. Отруйні амфібії.

## Опис

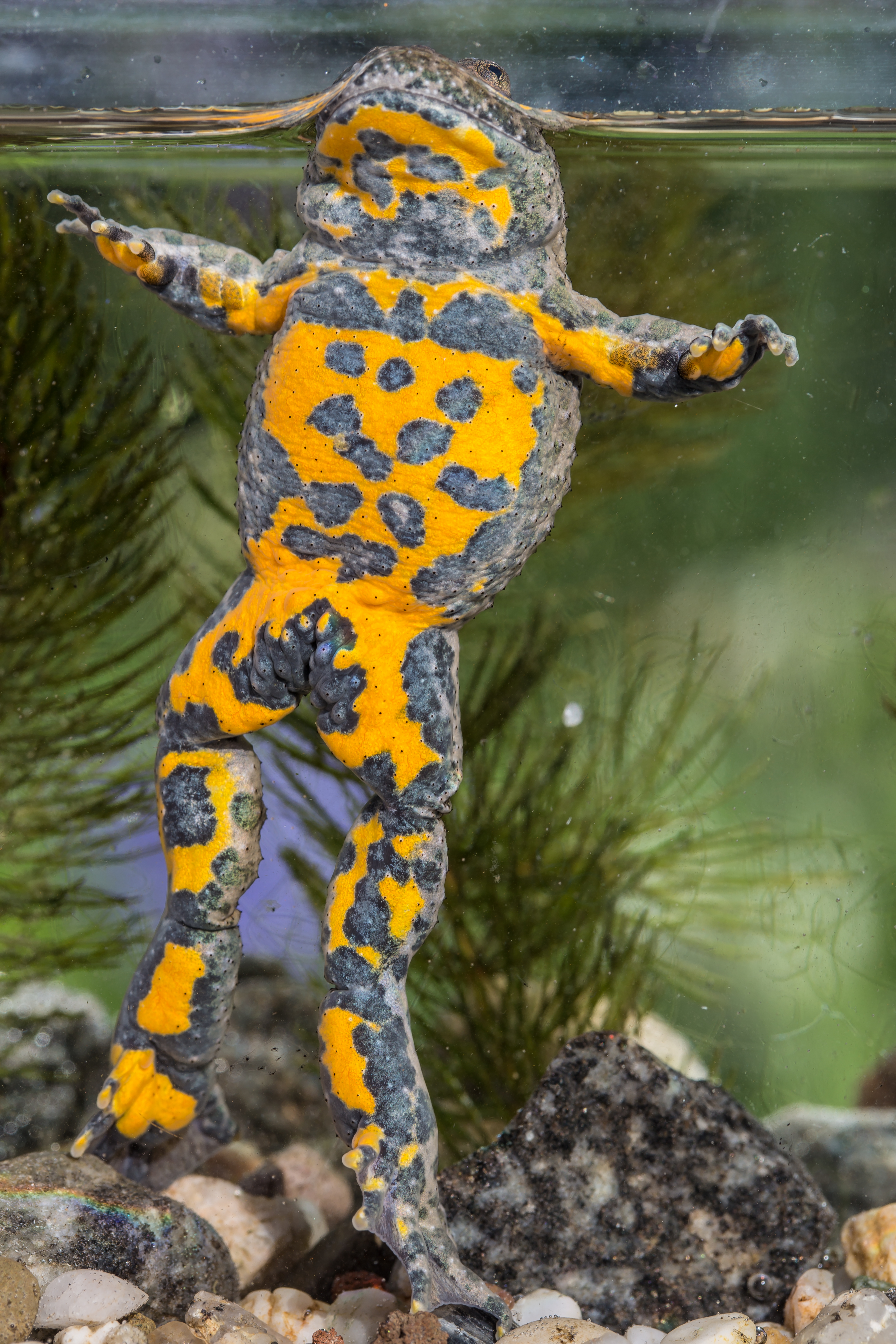
Кумка жовточерева в акваріумі

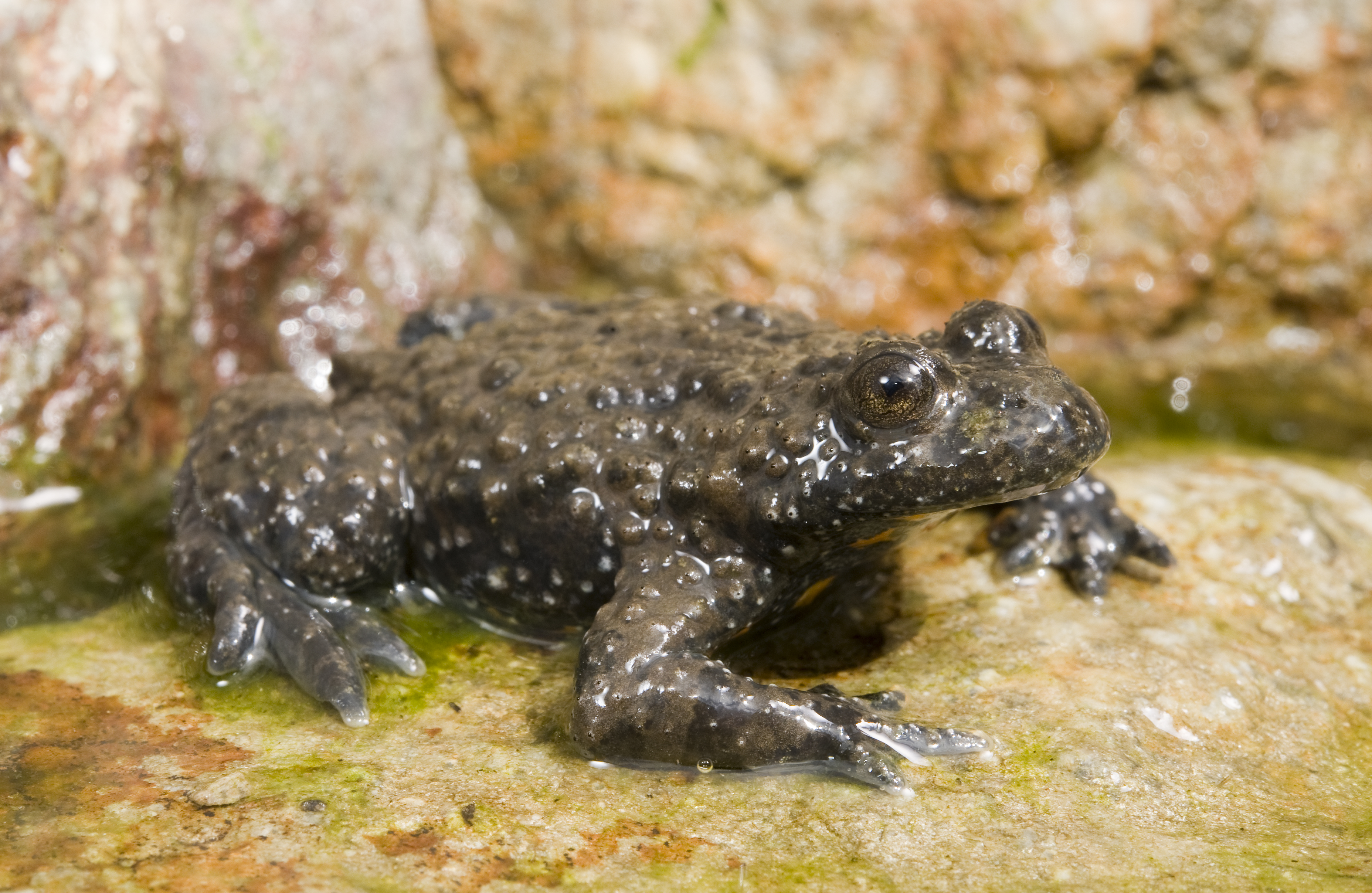
Bombina pachypus

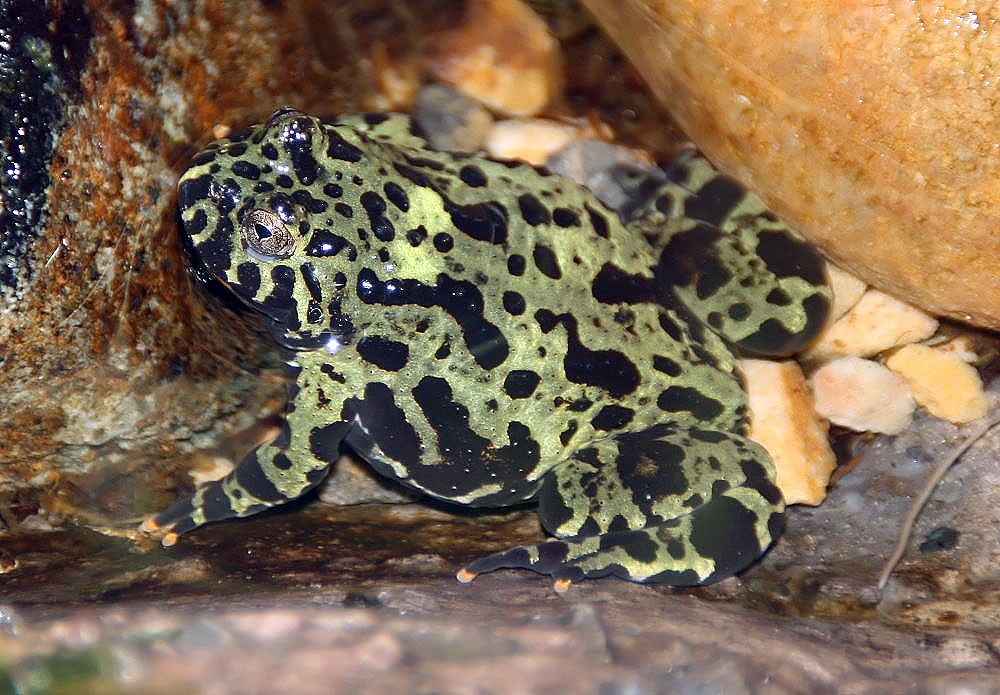
Bombina orientalis

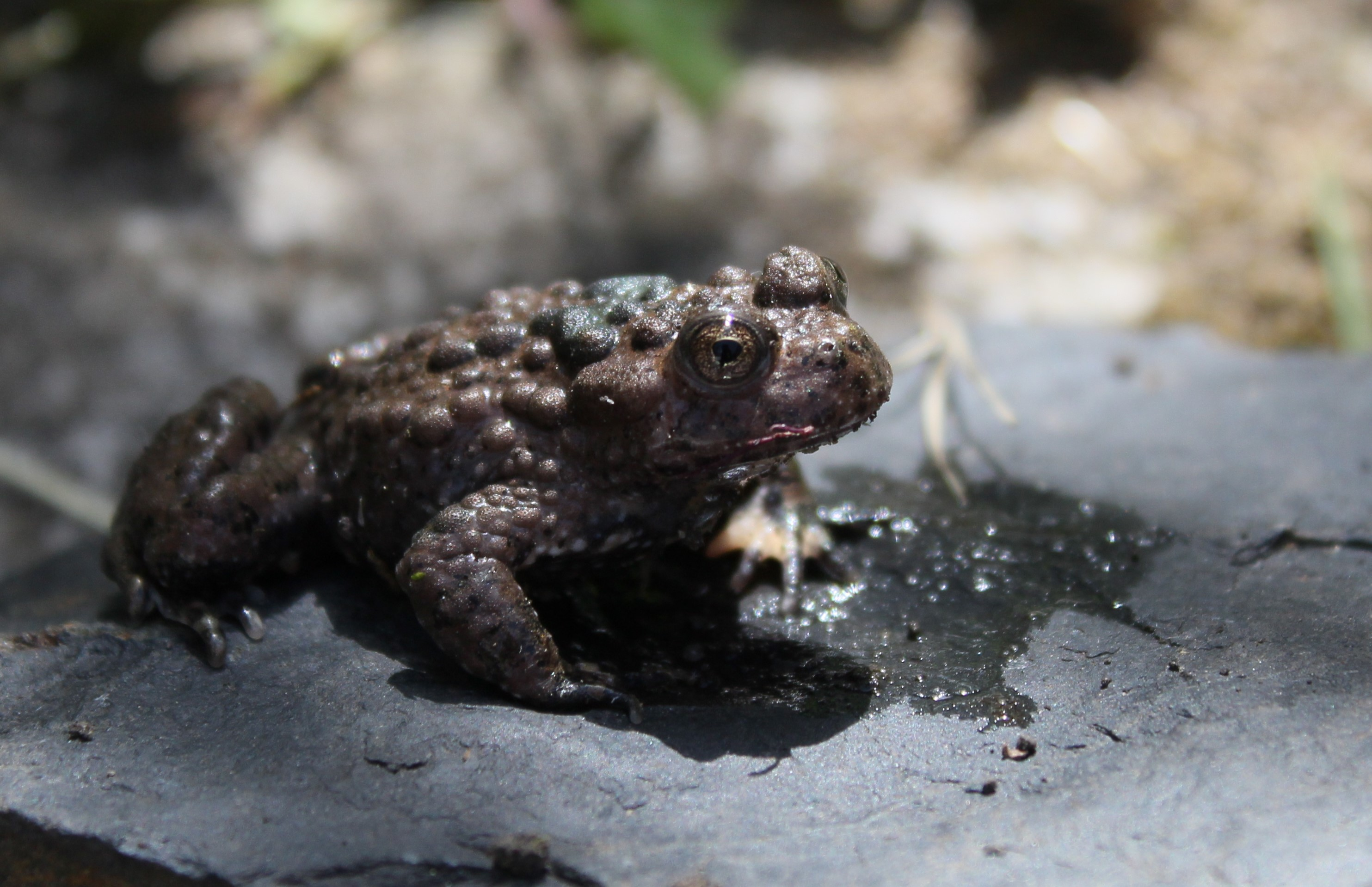
Bombina maxima

Загальна довжина кумок досягає 7,7 см. Земноводні зі сплощеним тілом. Шкіра зверху вкрита численними горбиками. Привушні залози (паротиди) не виражені. Барабанна перетинка відсутня. Зіниця серцеподібна. Зябровий отвір (спіракулюм) у пуголовка знаходиться на середній лінії черева ближче до клоаки. Верхня досить висока частина хвостового плавця заходить на спину. Ротовий диск округлої або трикутної форми, з двома рядами зубчиків зверху і трьома знизу, в кожному рядку зубчики розташовані в 2—3 ряди.
Забарвлення зверху сіро-коричневе, темне або зелене з темними або зеленими плямами. Знизу контрастне поєднання яскравих жовтих, помаранчевих або червоних плям з темною пігментацією. У шлюбний період у самців з'являються чорні мозолі на першому—другому пальцях передніх кінцівок та на внутрішній частині передпліччя.

## Поширення
Поширені в Європі, де відсутні на південному заході, на Британських островах і майже у всій Скандинавії, з іншого боку, вони присутні в Приморському краї Росії, в Кореї, Північно-Східному та Південно-Західному Китаї і на самій півночі В'єтнаму.
В Україні мешкає 2 види, зокрема кумка звичайна і кумка жовточерева.

## Особливості біології
Полюбляють стоячу воду у низинах, зокрема невеличкі ставки, струмки, заплави. Зустрічаються у гірських місцевостях, на висоті до 3000 м над рівнем моря. Активні в сутінках. Живляться комахами та їхніми личинками.
У разі небезпеки на суходолі можуть приймати «увігнуту» позу, притискаючись черевом до поверхні та вигинаючи догори голову й кінцівки. Таким чином тварини демонструють яскраво забарвлену нижню частину тіла. Іноді вони перевертаються на спину, вигинаючись черевом догори. Це захисна поведінка, характерна для кумок, яка зустрічається також у ряду інших видів амфібій, проте отримала назву «рефлекс джерелянки». Показ яскравих частин тіла попереджає нападника про отруйність.
Самці видають вельми характерні глухі звуки («ункання») як на поверхні води, так і під водою. При паруванні самець обхоплює самку за тулуб попереду стегон (так званий інгвінальний амплексус).
Кладка представлена у вигляді окремих ікринок або їх невеликих груп. Загалом відкладається до 300 яєць.

## Охорона
Стан більшості природних популяцій більшості видів кумок в межах їх ареалів залишається більш-менш стабільним. Саме тому вони, згідно з Червоним списком МСОП, отримали охоронний статус «відносно благополучні види». Два види вважаються раритетними, зокрема Bombina lichuanensis (охоронна категорія МСОП: вразливий вид) і Bombina pachypus (охоронна категорія МСОП: вид перебуває в небезпечному стані). Два види, кумка звичайна і кумка жовточерева занесені до Додатку ІІ Бернської конвенції (охоронна категорія: підлягає особливій охороні). Ряд видів охороняються національним законодавством країн Європи та Азії, у тому числі України.

## Практичне значення
Отруйні амфібії. У шкірних виділеннях кумок міститься речовина фринолізин, яка спричинює пошкодження еритроцитів крові. Мильні на дотик, ці виділення білого кольору зумовлюють сильне подразнення слизової оболонки, гарячку та головний біль у людини. При дозі ЛД50 = 400 мг/кг отрута цих земноводних має летальний ефект для гризунів. Однак попри це кумки іноді стають здобиччю інших жаб, вужів, деяких птахів і ссавців.

## Систематика
Один із 2 родів родини кумкових (Bombinatoridae). Станом на 2025 рік описано 8 видів:
- Bombina bombina — Кумка звичайна
- Bombina fortinuptialis
- Bombina lichuanensis
- Bombina maxima — Кумка велика
- Bombina microdeladigitora
- Bombina orientalis — Кумка східна
- Bombina pachypus
- Bombina variegata — Кумка жовточерева